# Ерик Йендришек
Ерик Йендришек (на словашки: Erik Jendrišek) е словашки футболист. Роден е на 26 октомври 1986 в Трстена. От сезон 2007/08 играе за втородивизионния германски Кайзерслаутерн.

## Кариера

### Отбори
През сезон 2002/03 Йендришек се смята за най-талантливия млад футболист в Словакия. За словашкия първодивизионен Ружомберок отбелязва 30 гола в 56 мача и става шампион и носител на купата на страната през 2006 г. През шампионския сезон Йендришек става и голмайстор на първенството с 21 попадения. След тази успешна година нападателят е даден под наем с опция за закупуване на Хановер 96. Дебютът му за „червените“ е в 5. кръг срещу Байер Леверкузен (1:1), когато е и дебютът на новия наставник на хановерци Дитер Хекинг. От сезон 2007/08 Йендришек играе за Кайзерслаутерн, където подписва тригодишен договор. В Пфалц нападателят е привлечен от новия изпълнителен директор на лаутерите Михаел Шьонберг, който преди това го харесва за Хановер 96. Първият сезон на Йендришек на Фриц-Валтер-Щадион е труден, като с екипа на Кайзерслаутерн вкарва едва 5 гола, но това го прави вторият най-добър реализатор на отбора за сезона. Преди една от важните последни срещи на „червените“ в Оснабрюк Ерик Йендришек заспива на треньорския разбор и Милан Шашич го наказва като го кара да избира между парична глоба или изваждане от първия отбор. Изненадващо словакът избира да тренира с аматьорите, което шокира треньора и носи попадането му в „черния списък“ на феновете. Няколко дни по-късно футболистът все пак се извинява за своето поведение и е върнат при професионалистите.
През сезон 2008/09 Ерик Йендришек става първи голмайстор на Кайзерслаутерн с 14 попадения, както и в основен играч на тима.

### Национален отбор
По време на годините си в младежкия национален отбор на Словакия Йендришек записва 17 мача и 5 гола.
На 11 октомври 2008 г. словакът участва и в първата си среща за мъжкия национален отбор на своята страна. Срещу Сан Марино Йендришек играе цял мач за победата с 3:1. Четири дни по-късно нападателят отново започва титуляр срещу Полша, играе до 81 минута, а отборът му печели с 2:1.

## Успехи/титли

### Клубни
- Шампион на Словакия през 2006 г. с Ружомберок.
- Носител на купата на Словакия през 2006 г. с Ружомберок.

### Лични
- Голмайстор на Словашкото първенство сезон 2005/06 с 21 гола за Ружомберок.